# Bolo andaluz
El bolo andaluz es una modalidad del juego de los bolos con origen en Andalucía. Este es el nombre que recibe a nivel federativo, aunque también es conocido como bolos serranos.

## Origen
Deriva del juego medieval que fue muy popular en toda España a partir del siglo XVI, del que conserva algunos lances. Sin embargo el aislamiento durante siglos, respecto a otras especialidades de bolos, ha hecho que tenga una evolución propia y muy singular. Se trata de un juego muy arraigado en el parque natural de las Sierras de Cazorla, Segura y las Villas, único lugar de Andalucía donde se ha conservado el juego de los bolos, y se le calcula entre cuatro y seis siglos de antigüedad.

## El bolo andaluz como deporte
Es especialidad deportiva desde 1998, año en el que el juego se regla federaticamente por la Federación Andaluza de Bolos. Desde 2010 es un deporte de ámbito nacional, declarado así por la Federación Española de Bolos gracias a la existencia de clubes y deportistas federados fuera de Andalucía. Debido al fenómeno de la emigración existen deportistas e instalaciones para la práctica de este deporte al menos en otras cinco comunidades autónomas: Aragón, Castilla-La Mancha, Cataluña, Comunidad Valenciana y Región de Murcia.

## Modalidades
Existen dos modalidades:
- Valle: Se juega con tres mingos y conserva normas y lances de juego que proceden de los bolos medievales (birlos), siendo la más antigua, aunque menos practicada, de las dos que actualmente existen. Se trata de un juego de bolos mixto (pasabolo y derribo).

- Montaña: Derivación del anterior, se juega sólo con un bolo, donde se suprime material y lances en el juego –economía serrana-, siendo la única modalidad peninsular que presenta esta característica. Se trata de un juego de pasabolo puro.

## Elementos de juego

### Material de juego

#### Las bolas
En la actualidad son esferas de material plástico (teflón) con una asa hendida (alambradura o alambradera) consistente en dos orificios: uno redondo, donde se introduce el pulgar, y el otro rectangular, para el resto de los dedos, que se unen en el interior de la bola o no dependiendo de las costumbres del lugar o la técnica de cada jugador. Las bolas suelen tener un diámetro entre los 18 y los 22 centímetros.

#### Los bolos o mingos
En el bolo andaluz o juego de los bolos serranos, al bolo se denomina, habitualmente, mingo. Éste tiene forma ovoide (barrilete), casi esféricos en la modalidad montaña. 

##### Mingos en la modalidad valle
En esta variante se fabrican de madera, generalmente de encina. Están achatados al menos por unas de las partes para que se mantengan de pie al colocarlos sobre el tablón. Se utilizan tres de distinto tamaño, colocados de mayor a menor sobre un tablón, en línea recta a un metro de distancia. El principal mide entre 14 y 18 cm., el segundo entre 13 y 16 cm. y el tercero entre 11 y 13 cm.

##### Mingos en la modalidad montaña
Actualmente para esta modalidad se emplean de material plástico (teflón). Aunque se utilizan de varias formas y dimensiones, los habituales en las competiciones oficiales tiene forma ovoidal y miden 128 mm de alto por 118 mm de ancho.

### La bolera o bolea
Tradicionalmente las boleras o “boleas” para este juego se han situado en lugares más o menos llanos o con pendiente ligeramente ascendente. Lo ideal es que se sitúen en terrenos libres de obstáculos, de dimensiones variables (entre 50-100 metros de longitud por 4-20 metros de anchura), procurando que la parte de la zona de carrera y el tablón sea lo más llana posible. 

#### Zona de carrera o tirada
Se trata de la zona de suelo firme, compacto y antideslizante (el hormigón rugoso es lo más habitual) donde el jugador o jugadora realiza la carrera para ejecutar el lanzamiento de la bola

#### El tablón
Se trata del lugar donde se colocan los bolos (mingos). Lo habitual es que sea un tablón de madera enterrado, con la superficie superior a ras de suelo, cubierta por una chapa metálica para evitar el desgaste del mismo, aunque también puede ser una plancha metálica, colocada sobre tierra u hormigón, o una losa de piedra.

#### Zona de rayas
Es el terreno más amplio de la bolera y es el lugar por donde ruedan bolas y mingos tras el lanzamiento de mano. El firme suele ser la misma tierra del lugar, o con una capa de gravilla o arena de cantera, libre de piedras y obstáculos. El campo está seccionado por una serie de líneas transversales que indican el valor de la jugada, que va de diez en diez “bolos”. 

## Desarrollo del juego
Aunque con elementos comunes, el desarrollo del juego tiene variantes en cada una de las modalidades:

### El desarrollo de juego en la modalidad montaña
En esta modalidad todos los lanzamientos se hacen todos desde la mano, es decir, desde la zona de carrera o tirada hacia el campo de rayas.

### El desarrollo de juego en la modalidad valle
En la modalidad antigua, además del lanzamiento de mano se realiza el birle, que consiste en intentar derribar los bolos desde la zona de rayas, es decir, en sentido contrario al anterior lanzamiento. Este lance de juego procede de los birlos medievales.

## Competiciones Oficiales

### Campeonatos de Andalucía
Se celebran desde 2008 y se disputan en las dos modalidades y en competiciones individuales, parejas y equipos.

#### Copa Federación Española de Bolos
Conocida como Copa FEB de bolo andaluz es la máxima competición nacional de esta especialidad deportiva. Esta competición es equiparable al campeonato de España de la especialidad, los lo que los ganadores obtienen el diploma de Campeón de España. Se celebra en las dos modalidades y en concurso individual, parejas y equipos.

#### Copa Diputación de Jaén
Se trata de una competición individual que forma parte del Circuito Regional Andaluz. Se celebra desde 2010. Como competición no oficial se celebra desde 1998 la Copa Diputación de Bolos Serranos, Memorial Santiago González Santoro, competición dirigida a todo tipo de jugadores, federados y no federados.

#### Copa Diputación de Castellón
Competición individual, en la modalidad montaña, que se inicia en 2011. Se celebra dos pruebas una en Onda y otra en Villarreal.

#### Copa Federación Andaluza de Bolos
Torneo Individual que se inició en 1998. En la actualidad se apareja a un torneo CIRE, de tal manera que la sede cambia todos los años.

#### Copa Presidente de la FAB
Torneo Individual que se inició en 1998. En la actualidad se apareja a un torneo CIRE, de tal manera que la sede cambia todos los años.

#### Circuito Regional Andaluz (CIRE
Conjunto de competiciones individuales que viene desarrollándose desde 2009 y que sirve para conformar una clasificación en cada una de las categorías de calidad (1.ª y 2.ª masculina). Dicha clasificación determina los ascensos y descensos entre categorías. También se usa para seleccionar a los jugadores que forman parte de las selecciones comarcales, provinciales y autonómicas. En la actualidad cuenta con ocho pruebas, cuatro en la modalidad valle y cuatro en la modalidad montaña.